# ألبرت كوكي
ألبرت كوكي (بالإنجليزية: Ebenezer Cooke)‏ هو موظف مدني أسترالي، ولد في 14 مايو 1832، وتوفي في 7 مايو 1907.